# South Croxton
South Croxton – wieś w Anglii, w hrabstwie Leicestershire, w dystrykcie Charnwood. Leży 12 km na północny wschód od miasta Leicester i 144 km na północny zachód od Londynu.